# Momblona
Momblona è un comune spagnolo di 38 abitanti situato nella comunità autonoma di Castiglia e León.